# Dirk van der Ven
Dirk van der Ven (født 1. marts 1970) er en tidligere tysk fodboldspiller.